# Imhotep
Imhotep, vezir na dvoru faraona Džoserja, arhitekt, svečenik v Heliopolisu, (prvi znani) zdravnik, pesnik, astrolog, pisar, * okrog 2630 pr. n. št. † 2611 pr. n. št.
Imhotep velja za prvega genija v človeški zgodovini. Beseda Imhotep pomeni »tisti, ki prihaja v miru«. 
Rodil naj bi se v predmestju Memfisa, Anktovu, v obdobju Stare države. Po drugih virih pa je bil rojen v vasici Gebelein, južno od Teb. Oče naj bi bil arhitekt.
Njegov največji dosežek, po katerem je tudi najbolj znan, je stopničasta piramida v Sakari. Do te je prišel, ko je na mastabo dogradil še eno, na to še eno in tako naprej, dokler ni prišel do konca. Njegovi nasledniki so stopničasti piramidi zgladili stranice in tako je nastala prava piramida (npr. piramide v Gizi).
Njegovega groba kljub dolgotrajnemu iskanju zaenkrat še niso našli.